# Stenoloba prasinana
Stenoloba prasinana är en fjärilsart som beskrevs av W. Warren 1913. Stenoloba prasinana ingår i släktet Stenoloba och familjen nattflyn. Inga underarter finns listade i Catalogue of Life.